# Kiss the Bride
Kiss the Bride è un brano pop rock scritto ed interpretato dall'artista britannico Elton John; il testo è di Bernie Taupin.

## Il brano
Proveniente dall'album del 1983 Too Low for Zero (ne costituisce la settima traccia), si caratterizza come una canzone di chiaro stampo pop rock; viene messa in evidenza, come in tutto il resto dell'album, la Elton John Band, composta da Dee Murray al basso, Nigel Olsson alla batteria e Davey Johnstone alla chitarra. Nel testo di Taupin (letteralmente Baciare La Sposa) il protagonista è innamorato di una donna che sta però per convolare a nozze con un altro uomo.
Kiss the Bride fu distribuita come singolo nel 1983 (subito dopo I'm Still Standing), raggiungendo una #20 UK e una #25 USA. In seguito apparve anche in alcune compilation dell'artista (ad esempio nel The Very Best of Elton John del 1990).